# Joe Lara
William Joseph Lara (San Diego, 2 ottobre 1962 – Smyrna, 29 maggio 2021) è stato un attore, musicista e artista marziale statunitense.

## Biografia
Noto al grande pubblico per aver interpretato Tarzan nella serie televisiva Tarzan - La grande avventura (1996-1997), era sposato con l'autrice statunitense Gwen Shamblin, deceduta insieme a lui in un incidente aereo il 29 maggio 2021.

## Filmografia parziale
- Tarzan a Manhattan (Tarzan in Manhattan), regia di Michael Schultz (1989) - film TV
- Bersaglio di mezzanotte (Sunset Heat), regia di John Nicolella (1992)
- Il guerriero d'acciaio (American Cyborg: Steel Warrior), regia di Boaz Davidson (1993)
- Tarzan - La grande avventura (Tarzan: The Epic Adventures) - serie TV, 22 episodi (1996-1997)
- Tarzan e il diamante scarlatto, regia di Gino Tanasescu (1997)
- Il giorno del giudizio (Doomsdayer), regia di Michael J. Sarna (2000)
- Dead Man's Run, regia di Robert Hyatt (2001)
- Death Game, regia di Menahem Golan (2001)
- Summer of '67, regia di Sharon Wilharm (2018)

## Morte
Joe Lara è morto il 29 maggio 2021 in un incidente aereo. Il jet privato Cessna 501 era appena decollato da Smyrna Rutherford County Airport diretto a Palm Beach ed è precipitato nel lago di Percy Priest. A bordo c'era sua moglie, Gwen Shamblin e altre sei persone, aveva 58 anni.